# Sede titolare di Mauricastro
Mauricastro (in latino Mauriscastrensis) è una sede titolare soppressa della Chiesa cattolica.

## Storia
Mauricastro è stata una sede vescovile titolare a partire dal XVIII secolo. Moroni colloca geograficamente questa sede nell'Armenia, suffraganea di Teodosiopoli. Gli Annuari Pontifici dell'Ottocento la collocano o nella provincia romana dell'Osroene o in quella dell'Armenia. Eubel invece si riferisce a questa sede come ad una diocesi suffraganea di Sergiopoli nella Siria Eufratense.
Storicamente, è nota la città di Maurocastro, l'odierna Bilhorod-Dnistrovs'kyj in Ucraina, che per un breve periodo nel XIV secolo (circa 1315-1359) fu una colonia genovese.
La sede titolare di Mauricastro è stata soppressa con un decreto di Propaganda Fide nel 1894.

## Cronotassi dei vescovi titolari
- San Pere Sans Jordà, O.P. † (29 gennaio 1728 - 26 maggio 1747 deceduto)
- José de Oliveira Calado † (15 maggio 1752 - 4 dicembre 1777 deceduto)
- Jean-Baptiste-Marie David, P.S.S. † (4 luglio 1817 - 25 agosto 1832 succeduto vescovo di Bardstown)
- Jean-Baptiste-Marie David † (21 marzo 1834 - 12 luglio 1841 deceduto) (per la seconda volta)
- Annetto Casolani † (3 aprile 1846 - 1º agosto 1866 deceduto)
- Paul-François Puginier, M.E.P. † (6 gennaio 1868[2] - 25 aprile 1892 deceduto)
- Walterus Staal, S.I. † (23 maggio 1893 - 10 luglio 1897 deceduto)